# Convento de la Santa Cruz (Villaescusa de Haro)
El convento de la Santa Cruz o convento de los Dominicos en Villaescusa de Haro (Provincia de Cuenca, España) fundado en el siglo XVI por Sebastián Ramírez de Fuenleal, es de estilo plateresco. Desde 1997 está considerado bien de interés cultural.

## Historia
El Convento de la Santa Cruz o convento de los Dominicos, en Villaescusa de Haro, fue fundado por Sebastián Ramírez de Fuenleal en 1542, y concluido en su mayor parte en 1547. Durante la guerra de la Independencia fue utilizado por las tropas francesas como cuartel. En 1835 sufrió los rigores de la Desamortización, siendo poco después incendiado y sus materiales vendidos por el Estado, en 4000 reales, a Eugenia de Montijo (1858) quien los necesitaba para las tareas de restauración de su castillo de Belmonte. En 1868 ya solo quedaba la iglesia, sus muros solamente, y su fachada, siendo luego vendido a particulares. Desde finales de los noventa es de propiedad municipal.

## Arquitectura
Es de estilo plateresco. El convento se estructuraba en torno al claustro, de planta cuadrangular, con unos 40 metros de longitud por cada planta. Su nivel inferior, de arcos levemente aplanados, estaba cubierto por bóvedas de crucería, y desde la planta alta se accedía al coro de la iglesia y a las dependencias conventuales. La iglesia tenía numerosas capillas abiertas en los laterales a la nave única y cabecero poligonal, posiblemente cubierto por una bóveda de crucería que surgiría de las potentes pilastras adosadas interiormente en el templo. 
Del exterior se conserva la portada que es una joya de la arquitectura plateresca castellana
De la parte de los pies de la iglesia, consta de dos cuerpos de estilo del primer renacimiento. El primero de estos dos cuerpos presenta un arco triunfal, con pilastras dobles; todo ello coronado por entablamento con ático en cuyas hornacinas de concha hay esculturas realizadas en piedra; este cuerpo presenta, asimismo, decoración de medallones en las enjutas y escudos orlados con guirnalda. El segundo cuerpo mantiene una hornacina central, de concha, entre dos escudos; a los lados, otras hornacinas de concha entre pilastras estriadas, que cobijan imágenes. Termina en una cornisa y, encima de ella, tiene una ventana de arco en derrame entre restos de alfiz. 
La fábrica exterior es de mampostería, reforzada por sillarejo en las esquinas. En el interior de la iglesia se aprecia la cuidada estereotomía de los elementos construidos conservados (pilastras, arcadas, etc.). 

### Conservación
A pesar de haber sido declarado como Bien de Interés Cultural, debido a su estado de ruina y abandono, fue incluido en la Lista roja de patrimonio en peligro. En diciembre de 2010, el Ministerio de Fomento destina fondos para la excavación arqueológica en el recinto de la iglesia (en fases posteriores se incluirá el resto del solar) y la limpieza, consolidación y restitución de piezas pétreas faltantes en los muros de cerramiento. Se retira de la lista roja y pasa a la sección "Patrimonio restaurado o en restauración".